# Juan de los Ángeles
Juan Martínez, conocido por los cristianos como Fray Juan de los Ángeles (Lagartera, Toledo, 1536 - Madrid, 1609) escritor religioso de la España de Felipe II. Perteneció a la Orden Franciscana, y tuvo un gran conocimiento de los clásicos de la Antigüedad.

## Biografía
Se le suele llamar abulense erróneamente, porque Oropesa, pueblo donde nació pertenecía a la diócesis de Ávila. Estudió cuatro años en un colegio de Oropesa (Toledo), a dos kilómetros al este de Lagartera,donde fue bautizado y luego cursó latín, griego y hebreo en Alcalá de Henares. 
Hizo el noviciado en San Miguel de Plasencia, pero al poco pasó a los descalzos de la provincia de San José, y profesó antes de 1562; se cree que estudió después en Salamanca, donde pudo asistir a las clases de fray Luis de León. Se dedicó después, entre 1565 y 1571, a enseñar en el convento de San Juan Bautista de Zamora y también se dedicó a la predicación. Entre 1572 y 1576 estuvo en Madrid en el recién fundado convento de San Bernardino, donde conoció al beato de su orden Nicolás Factor, confesor de las Descalzas Reales desde 1571. Regresó a Zamora en 1580 cuando le nombraron predicador del convento de San Juan Bautista y fue elegido definidor de la provincia de San José entre el 29 de septiembre de 1585 y el 7 de mayo de 1589, por lo que fue a residir al convento de San Bernardino de Madrid. 
Se encargó de fundar el convento de San Diego en Sevilla (1589), por lo que estuvo allí hasta entrado el año de 1592; marchó a Lisboa y allí conoció al cardenal Alberto, Archiduque de Austria. Otra vez en Madrid (julio de 1593), le nombran visitador de la provincia franciscana de San Juan Bautista de Valencia, pero ya a fines de 1594 está en la Corte para editar sus Diálogos, que aparecieron en 1595; ese mismo año fue designado guardián de San Antonio de Guadalajara y representante de la provincia para asistir a la Congregación general que se celebró en Vitoria; en 1598 fue guardián de San Bernardino de Madrid, y algo después visitador de la provincia de San Gabriel, donde intentó reconciliar a las provincias franciscanas de San José y de San Gabriel, que se hallaban peleadas. 
Asistió en Roma al capítulo general de su orden el 20 de mayo de 1600, y con ese motivo recorrió Francia e Italia. El 20 de junio de 1601 fue elegido provincial de la de San José y confesor de las Descalzas Reales de Madrid; en su mandato fundó varios conventos, entre ellos el de Torrejoncillo del Rey (Cuenca), y procuró arreglar las bibliotecas conventuales. 
Como le nombraron predicador real, renunció al provincialato, con lo que se granjeó algunas enemistades dentro de su orden. Falleció en el convento de las Descalzas Reales de Madrid.

## Estilo literario
Fray Juan de los Ángeles construyó una elaborada y reflexiva teoría sobre el amor místico; la empezó con Triunfos del Amor de Dios (1584) y la concluyó en su Lucha espiritual y amorosa entre Dios y el alma (1600); luego la reformuló en varias obras, como los Diálogos de la conquista del espiritual y secreto reino de Dios (1595), Manual de Vida perfecta (1668) y otras obras. El origen de sus teorías hay que buscarlo en la mística flamenca de Jan van Ruysbroeck. Para él el alma es una tabla rasa que la voluntad, una dulce aspiración hacia Dios, puede educar fortalecida por la inteligencia, aunque la mente no puede acceder a Dios ya que carece de forma y por tanto no es ni definible, ni demostrable ni imaginable, por lo que hay que renunciar a las nociones de los sentidos y a las representaciones de la fantasía, y seguir un proceso de tres sucesivas purificaciones: de los sentidos, de la imaginación y del razonamiento.
Entre los escritores ascéticos de su tiempo, fray Juan de los Ángeles es el más culto y erudito, y el que más autores cita en sus obras, aunque sin acumularlos de forma fastidiosa; nombra al «divino Rusbroquio», a «nuestro Harfio», y al «iluminado Tauler», a pesar de que Herp y Tauler estaban incluidos en los índices del inquisidor Valdés (1559) y del Cardenal Quiroga (1583); a veces lamentó su falta de experiencia mística directa, que procuró compensar diligentemente con su gran erudición; incluso es el primer escritor no carmelitano que utiliza y cita la obra de San Juan de la Cruz, por entonces personaje conflictivo y del que todavía no se conocían en imprenta las obras, que cita siempre con muy altos elogios. Marcelino Menéndez Pelayo destacó además la excelente y elegante prosa del toledano y sus méritos como moralista y psicólogo, gran conocedor de la naturaleza humana, y alentó la publicación de su obra completa en los tomos XX y XXIV de la Nueva Biblioteca de Autores Españoles (1912), al cuidado del franciscano Jaime Sala.

## Obras
- Triunfos del amor de Dios, Medina del Campo 1590; una versión abreviada por el autor apareció con el título de Lucha espiritual y amorosa entre Dios y el alma, Madrid 1600.
- Diálogos de la conquista espiritual del reino de Dios, Madrid 1595, muy reimpreso. Hay ediciones modernas de Ángel González Palencia (1946) y Teodoro H. Martín (1998)
- Sermón en las honras de la católica cesárea Magestad de la Emperatriz nuestra reina, del 17-III-1603, Madrid 1603.
- Salterio espiritual (1604)
- Presencia de Dios (1604).
- Tratado espiritual de los soberanos misterios de la misa, Madrid 1604.
- Consideraciones sobre los Cantares (1606)
- Tratado espiritual de cómo el alma ha de traer siempre a Dios delante de sí, Madrid 1607.
- Vergel espiritual del ánima religiosa..., Madrid 1610.
- Manual de vida perfecta (1608)

## Fuente
- Antonio Torró Sansalvador, Fr. Juan de los Ángeles, místico-psicólogo, 2 tomos, Barcelona 1924,
- Juan Domínguez Barueta, Fray Juan de los Ángeles, Madrid: Voluntad, 1927
- Mario Méndez Bejarano, Historia de la filosofía en España hasta el siglo XX [1927].
- José Miguel López Cuétara, El misticismo alemán en la obra de Fr. Juan de los Ángeles, Verdad y vida, 247 - 2006.